# قواعد اللغة التركية

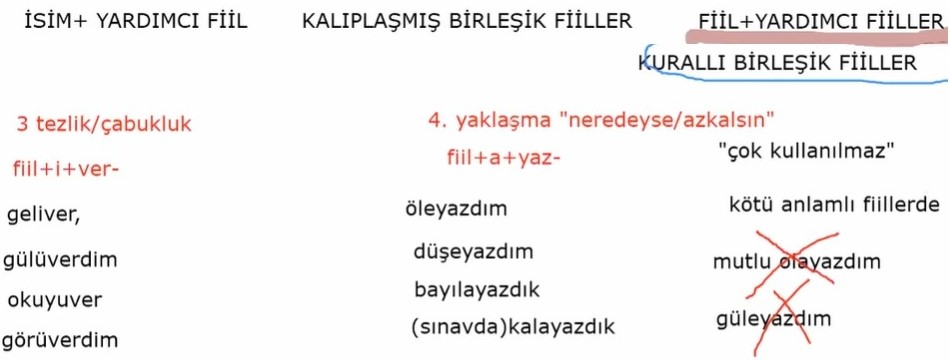
الفعل المركب في اللغة التركية

قواعد اللغة التركية (بالتركية: Türkçe dilbilgisi)‏، هي قواعد اللغة التركية القياسية التي يتكلمها المثقفون والإعلام التركي في جمهورية تركيا، وهي لغة إلصاقية، حيث يتم تعبير الكثير من النحو عن طريق اللواحق المضافة إلى الأسماء والأفعال، وهي لغة منتظمة مقارنة بالعديد من اللغات الأوروبية.

## ميزات قواعد اللغة التركية
بعض ميزات قواعد اللغة التركية:
1. عدم وجود كلمات يميز بين الذكر والأنثى كحال اللغة العربية.
2. لا توجد حالة المثنى في اللغة التركية كما العربية.